# Mary Birdsong
Mary Evans Birdsong (18 aprile 1968) è un'attrice statunitense.

## Filmografia parziale

### Cinema
- Snow Days, regia di Adam Marcus (1999)
- Replay, regia di Lee Bonner (2003)
- Pizza, regia di Mark Christopher (2005)
- The Last Request, regia di John DeBellis (2006)
- Beer League, regia di Frank Sebastiano (2006)
- Reno 911!: Miami, regia di Robert Ben Garant (2007)
- Un amore di testimone (Made of Honor), regia di Paul Weiland (2008)
- Adventureland, regia di Greg Mottola (2009)
- Halloween II, regia di Rob Zombie (2009)
- High School, regia di John Stalberg Jr. (2010)
- Paradiso amaro (The Descendants), regia di Alexander Payne (2011)
- Angry White Man, regia di Brian James O'Connell (2011)
- Lucky Stiff, regia di Christopher Ashley (2014)
- Estate a Staten Island (Staten Island Summer), regia di Rhys Thomas (2015)
- Freeheld - Amore, giustizia, uguaglianza (Freeheld'), regia di Peter Sollett (2015)
- Kids vs Monsters, regia di Sultan Saeed Al Darmaki (2015)
- A Happening of Monumental Proportions, regia di Judy Greer (2017)
- I Hate the Man in My Basement, regia di Dustin Cook (2020)
- American Reject, regia di Marlo Hunter (2020)

### Televisione
- Welcome to New York - serie TV, 14 episodi (2000-2001)
- Crossballs: The Debate Show - serie TV, 15 episodi (2004)
- Sherman's in Sanity - serie TV, 2 episodi (2012)
- Aiutami Hope! (Raising Hope) - serie TV, 2 episodi (2012-2013)
- Crash & Bernstein - serie TV, 22 episodi (2012-2014)
- MOCKpocalypse - serie TV, 2 episodi (2015)
- The Middle - serie TV, 3 episodi (2012-2016)
- Goldie and Bear - serie TV, 11 episodi (2015-2018) - voce
- Succession – serie TV, episodi 1x01-1x02-4x09 (2018-2023)
- Generation - serie TV, 4 episodi (2021)
- Reno 911!: The Hunt for QAnon - film TV (2021)
- Reno 911! - 75 episodi (2004-in produzione)
- Reno 911!: It's a Wonderful Heist - film TV (2022)
- L'ultima cosa che mi ha detto (The Last Thing He Told Me) – miniserie TV, 2 puntate (2023)

## Doppiatrici italiane
Nelle versioni in italiano delle opere in cui ha recitato, Mary Birdsong è stata doppiata da:
- Anna Rita Pasanisi in Adventureland, L'ultima cosa che mi hai detto
- Antonella Giannini in Halloween II, Percy Jackson e gli dei dell'Olimpo - Il mare dei mostri
- Paola Majano in Reno 911!, Reno 911!: Miami, Reno 911! - Alla ricerca di QAnon
- Laura Romano in Freeheld - Amore, giustizia, uguaglianza, Good American Family
- Tatiana Dessi in Un amore di testimone
- Daniela Calò in Paradiso amaro
- Cinzia Villari in The Knick
- Claudia Razzi in Crash & Bernstein
- Emanuela Baroni in The Middle
- Roberta Greganti in Succession
- Cristina Boraschi in Scream Queens